# Søren Jessen-Petersen
Søren Jessen-Petersen (* 1945, Nørresundby, Dánsko) je dánský diplomat.

## Život
Jessen-Petersen pracoval od 70. let pro UNHCR, kdy byl mimo jiné zodpovědný za otevření regionálního zastoupení pro severské země, zastával různé pozice v sekretariátu a několik let strávil v Africe. V roce 1989 zastupoval UNHCR při jednání o nezávislosti Namibie. 1990–1993 byl vedoucí kanceláře UNHCR v Ženevě. 1995–1996 řídil za OSN humanitární pomoc pro uprchlíky v bývalé Jugoslávii, mimo to zastával různé funkce v sekretariátu UNHCR v New Yorku, 1998–2001 byl asistent Vysokého komisaře UNHCR. 2002–2004 byl ředitel MARRI (program Evropské unii pro stabilizaci uprchlíků v západním Balkáně). Od února do června 2004 sloužil jako speciální vyslanec Evropské unie ve Skopje, od 16. června 2004 do června 2006 byl vedoucím UNMIK (mise OSN v Kosovu). V současné době je členem nezávislé skupiny Independent Diplomat.